# Bazilica Sfântul Francisc din Assisi
Bazilica Sfântul Francisc este un lăcaș de cult situat în partea vestică a orașului Assisi. Edificiul, decorat de Giotto cu fresce reprezentând scene din viața sfântului Francisc de Assisi, este înscris din anul 2000 pe  lista locurilor din patrimoniul mondial UNESCO. 

## Interiorul
Biserica inferioară adăpostește o frescă de tip maestà, realizată la sfârșitul secolului al XIII-lea de Cimabue.